# Koniotomi
Koniotomi (även kallat nödtrakeotomi) är ett akut kirurgiskt snitt genom huden och membrana krikothyroidea (Ligamentum cricothyroideum medianum) ner till luftstrupen med syftet att skapa en fri luftväg. Membrana krikothyroidea är en bindvävshinna mellan struphuvudets sköldbrosk (cartilago thyroidea) och ringbrosk (cartilago cricoidea). Det är en sista livräddande åtgärd när alla andra sätt att skapa en fri luftväg har misslyckats och det inte är möjligt att vänta den extra tid det tar att genomföra en trakeotomi. En koniotomi är en tillfällig lösning och åtföljs därför ofta av en trakeotomi.
Orsaker till det akuta luftvägshindret kan vara en främmande kropp eller kraftig svullnad i mun eller svalg på grund av allergi eller en allvarlig infektion så som epiglottit (struplocksinflammation), munbottenflegmone (infektion i munbotten). På en person med kraftigt ansiktstrauma som inte klarar av att andas själv och där intubation via munnen ej är möjligt på grund av skadan kan koniotomi också utföras. För att en koniotomi ska hjälpa måste luftvägshindret sitta ovan membrana krikothyroidea. 
Ingreppet kan utföras med vilket vasst föremål som helst, till exempel en sax eller fickkniv samt en mindre slang eller rör som dock måste ha en tillräcklig innerdiameter för att kunna tillåta adekvat luftflöde för att syresätta en människa. Risk finns för att skada nerver, kärl och stämband. Innan en koniotomi görs bör man om det rör sig om en främmande kropp ha gjort upprepade försök med Heimlichmanövern och prövat mun-mot-mun metoden utan resultat.